# Archie Renaux
Archie James Beale (Kingston upon Thames, 22 de noviembre de 1997), conocido profesionalmente como Archie Renaux, es un actor y modelo británico.

## Biografía
Renaux es de Tolworth en Kingston upon Thames. El lado materno de la familia es angloindio. Tiene dos hermanas y un hermano.  Renaux asistió a la escuela Richard Challoner antes de entrenar en Unseen, una escuela de teatro en Londres. Dejó su trabajo para convertirse en actor.

## Carrera
Renaux comenzó su carrera de modelo, con eventos como Topman, Nasir Mazhar, Moss Bros, Gay Times Magazine y Men's Fashion Week. En 2017, Renaux participó en la película distópica Zero. Hizo su debut televisivo con un papel invitado en la serie Hanna de Amazon Prime y consiguió su primer papel importante en televisión en 2018 con el papel principal de Leo Day en la miniserie Gold Digger de BBC One de 2019. Renaux interpretó a Alex en la película Voyagers de 2021 y aparecerá como Bobby en Morbius de Marvel. En octubre de 2019, se anunció que Renaux interpretaría a Malyen "Mal" Oretsev en la serie de Netflix de 2021 Shadow and Bone, una adaptación de la serie superpuesta de libros de fantasía Shadow and Bone y Six of Crows de Leigh Bardugo.

## Vida personal
Renaux anunció a través de una publicación en Instagram en junio de 2020 que él y su novia, Annie, estaban esperando un hijo. Su hija nació en octubre de 2020.

## Filmografía

### Películas
| Año  | Título                 | Función         | Notas        |
| ---- | ---------------------- | --------------- | ------------ |
| 2017 | Market Road            | Eddie           | Cortometraje |
| 2018 | Feline                 | David           |              |
| 2018 | Strange Days           | Eli             | Cortometraje |
| 2020 | Body of Water          | Jamie           |              |
| 2021 | Voyagers               | Alex            |              |
| 2022 | Morbius                | Bobby           |              |
| 2022 | Catherine Called Birdy | Edward the Monk |              |
| 2024 | Upgraded               | William         |              |
| 2024 | Alien: Romulus         | Tyler           |              |

### Series
| Año       | Título          | Función              | Notas                  |
| --------- | --------------- | -------------------- | ---------------------- |
| 2019      | Hanna           | Feliciano            | 1 episodio: "Friend"   |
| 2019      | Gold Digger     | Leo Day              | Miniserie, 8 episodios |
| 2021-2023 | Shadow and Bone | Malyen "Mal" Oretsev |                        |

### Vídeos de música
| Canción    | Año  | Artista                   | Notas |
| ---------- | ---- | ------------------------- | ----- |
| "Mayflies" | 2016 | Benjamin Francis Leftwich |       |
| "Buscando" | 2017 | Liv Dawson                |       |